# Melissodes perpolita
Melissodes perpolita är en biart som beskrevs av Laberge 1961. Melissodes perpolita ingår i släktet Melissodes och familjen långtungebin. Inga underarter finns listade i Catalogue of Life.